# حشمت‌الله جاسمی
حشمت‌الله جاسمی (زادهٔ ۱۳۳۹ در سرپل ذهاب - ) نمایندهٔ حوزهٔ انتخابیهٔ قصر شیرین، سرپل ذهاب و گیلانغرب در دورهٔ هفتم مجلس شورای اسلامی بوده‌است. 